# 羅能華
羅能華（Ronan Lo，1987年12月4日—），台灣演員，輔仁大學歷史系肄業。
　　羅能華，業界都叫小羅，1987年生，18歲入行，至今已參與過電影/電視/短片的演出近80部，除了喜愛表演，並也積極學習幕後製作，參與幕後製作30多部，藉由幕前去累積自己的創作能量，透過幕後去吸取不同拍攝製作經驗，更堅定自己要回到影像創作的初衷，持續保有傳遞故事本質的初心。
```
   國中時看《相聲瓦舍》DVD並以其中相聲段子參加校內才藝比賽獲獎，首度接觸表演。
   2005高三時初次接觸廣告拍攝及偶像劇當臨演，隔年正式接演電視戲劇《老師錯了》演出配角何忠勇。直至2009入伍前，在輔仁大學就讀歷史系夜間部，主要工作是帶國內旅遊團的領隊，並持續有些零星戲劇演出。
   2010退伍後開始嘗試幕後工作，後續幾年跟鄧安寧導演合作多部戲劇並且學習拍戲至今。
   2011第一次拍攝電影就是演出張作驥導演《穿過黑暗的火花》，深受其製作過程感動，從《逗陣ㄟ》後也開始跟製片徐錫彪學習電影製片工作持續至今。
   2015年完整參與製作拍攝一部電影《樓下的房客》後，漸漸興起學習說故事的念頭，2018年跟張作驥導演再度合作完《那個我最親愛的陌生人》後，開始嘗試劇本創作，著有長片劇本<家常菜>並入圍2020優良劇本獎。
   2019年參與三支短片演出: 《主管再見》入圍金穗獎/臺北電影節/香港鮮浪潮國際短片/金馬獎/新加坡華語電影節，並獲選為金鐘獎最佳電視電影;《四時飄飄》入圍屏東電影節/香港鮮浪潮國際短片;《媽，我很好》入圍香港鮮浪潮國際短片/臺北電影節觀摩片放映/新加坡華語電影節。
```

　　2021年，張作驥電影公司主辦編劇培育暨短片拍攝企劃，小羅擔任8支短片的總製片，並主演其中一支<兄弟之間>，由謝惠菁執導，獲得2022金片子大賽首獎、最佳導演、最佳劇本。
```
   2023首度嘗試自編自導自製自演短片<禮拜天>，獲選best幸福故事微電影比賽銅獎，以及SP廣穎守護記憶微電影比賽手機組首獎。
   2023年張作驥電影工作室主辦鳳梨影展，主演及客串多支短片獲得最佳男演員，其中由謝惠菁執導<鳳梨不必求偶>，入圍2024金片子大賽最佳男演員。
   一切的工作歷程和嘗試，就是累積自己的能量，傳達出動人的故事及演繹出感同身受的角色。
```

## 演出作品

### 電影長片
| 年份 | 片名               | 角色                  | 導演   | 合作演員                                                               | 備註 |
| 2010 | 《燃燒吧！歐吉桑》 | 年輕孔繁忠            | 黃建亮 | 王思平、黃騰浩、鐵孟秋、丁強、黃河、乾德門、林美照、傅雷、魏蔓、周詠軒 | 台灣影片史上首度以生存遊戲结合眷村场景的新题材动作长片，獲新聞局輔導金的HD電視電影                                |
| 2012 | 《神通鄉巴佬》     | 曾志偉(朱月坡)的兒子  | 朱延平 | 王寶強、曾志偉、葛蕾、歐川豪、畢志剛、小小彬                           | 中國大陸上映 |
| 2013 | 《234說愛你》      | 珠寶設計師            | 張瑋真 | 林依晨、秦昊、蔡淑臻、曾珮瑜、周姮吟、簡宏霖                           | |
| 2013 | 《鐵獅玉玲瓏》     | 金魚攤老闆 (友情客串) | 彭恰恰 | 陳亞蘭、阿喜、高捷、張睿家、李千娜、蔡昌憲、豆花妹、蔡旻佑、暉倪       | |
| 2014 | 《大稻埕》         | 攤販老闆              | 葉天倫 | 豬哥亮、宥勝、簡嫚書、隋棠                                             | |
| 2014 | 《醉·生夢死》      | 男公關                | 張作驥 | 李鴻其、鄭人碩、黃尚禾、王靖婷、張寗、呂雪鳳                           | 獲得第65屆柏林影展 勝利柱獎、2015年台北電影節百萬首獎＆最佳劇情長片、第52屆金馬獎最佳劇情片/最佳導演/最佳原著劇本 |

### 電視劇
| 年份 | 片名                       | 角色                  | 導演   | 合作演員 |
| 2006 | 《戀愛女王》               | 曲棍球隊隊員          | 明金城 | 楊謹華、洪小鈴、張天霖、卓文萱、陳德烈                                                                                     |
| 2006 | 《超級拍檔》               | 記者                  | 明金城 | 謝祖武、六月、余秉谚、王怡仁                                                                                               |
| 2008 | 《老師錯了》               | 學生-忠勇             | 林清介 | 張庭、施易男、張曉龍、王馥荔、白冰冰、龐祥麟                                                                               |
| 2008 | 《霹靂MIT》                | 張世昌 (聖英學院學生) | 林清振 | 炎亞綸、吳映潔 (鬼鬼)、黃鴻升 (小鬼)、范瑋琪、陸廷威、張善傑、田麗                                                         |
| 2009 | 《協奏曲》                 | 議員兒子(客串)        | 柳廣輝 | 劉品言、彭于晏、李威、吳佩慈                                                                                               |
| 2011 | 《回聲》                   | 男主角同學            | 趙正平 | 林柏宏、寶咖咖、陳孝萱、孫鹏、吳勇濱                                                                                       |
| 2011 | 《莒光園地苦路》           | 主角軍中學弟          |        | |
| 2011 | 《莒光園地愛,英雄》        | 楊家福 (海軍陸戰隊)   |        | |
| 2012 | 《愛上巧克力》             | 趙海峰                | 鄧安寧 | 吳建豪、曾之喬、張勛傑、竇智孔、郭書瑤、賴琳恩                                                                             |
| 2012 | 《心和萬事興》             | 王桔松 王糖之子       | 鄧安寧 | 張嘉年、柯淑勤、黃振尉、吳婉君                                                                                             |
| 2013 | 《幸福蒲公英》             | 忠哥                  | 林宏杰 | 曾愷玹、唐禹哲、邵翔、賴琳恩、陳乃榮                                                                                       |
| 2013 | 《求愛365》                | 徐展源                | 張家政 | 曾之喬、張睿家、戴君竹、路斯明                                                                                             |
| 2013 | 《刺蝟男孩》               | 阿明                  | 王小棣 | 李佳穎、何以奇、寇家瑞、鍾承翰、張庭瑚                                                                                     |
| 2014 | 《河畔卿卿》               | 松明                  | 鄧安寧 | 尹昭德、李之勤、胡利、趙駿亞、楊麗音、吳婉君                                                                               |
| 2015 | 《失業陣線聯盟》           | 阿德 女主角前男友     | 吳宗叡 | 湯志偉、林雨宣、王自強、戴若梅、許時豪、Juby、馬力歐                                                                       |
| 2015 | 《鑑識英雄》               | 立民 第九集出現       | 賴孟潔 | 周孝安、王識賢、蔡淑臻、蔡黃汝                                                                                             |
| 2016 | 《歸·娘家》                | 江學彥                | 鄧安寧 | 楊小黎、楊貴媚、尹昭德、蘇意菁、林乃華、方大韋、陳怡嘉、黃瑄、范時軒、狄志杰、黃浩詠、許仁杰                               |
| 2016 | 《遺憾拼圖》               | 于東興(回憶)          | 劉彥甫 | 楊貴媚、謝佳見、黃姵嘉、懷秋、朱芷瑩、李易                                                                                 |
| 2016 | 《我的30定律》             | 杜醫師伴侶(客串)      | 許肇任 | 修杰楷、夏于喬、劉品言、古斌                                                                                               |
| 2016 | 《植劇場-荼蘼》            | 如薇上海同事          | 王小棣 | 楊丞琳、路斯明、張復健、謝盈萱、賴佩霞                                                                                     |
| 2017 | 《我的狐仙老婆》           | 周魯一                | 林世勇 | 范世錡、安泳畅、周曉涵、是元介                                                                                             |
| 2017 | 《機密訊號》               | 得仔                  | 李青蓉 | |
| 2021 | 《斯卡羅》                 | 朱一丙助手            | 曹瑞原 | 吳慷仁、温貞菱、查馬克・法拉屋樂、雷斌・金碌兒、法比歐、黃健瑋、周厚安、黃遠、雷洪、夏靖庭、余竺儒、張瑋帆、郭芷芸、程苡雅 |
| 2022 | 《茁劇場－誰說媽媽像月亮》 | 梁能華                | 王小棣 | |
| 2022 | 《她和她的她》             | 警察                  | 卓立   | |

### 短片/微電影/學生短片
| 年份 | 片名                   | 角色              | 導演   | 備註                                  |
| 2011 | 《家庭成長》           | 男主角            |        | 教育局網路短片                        |
| 2011 | 《開往荒島的慢船》     | 阿弟仔            | 陳北川 | 壹電視                                |
| 2011 | 《1949穿過黑暗的火花》 | 學生忠勇          | 張作驥 | 2011年金馬國際影展開幕片10+10         |
| 2011 | 《分手有限公司》       | 男主角 張祖恩     | 郭婉柔 | 淡江大學大眾傳播學系影音組畢製        |
| 2013 | 《愛味男女》           | 魔幻廚師          | 郝心翔 | 壹電視微電影                          |
| 2013 | 《流年》               | 阿明              | 郝心翔 | 輔大大傳系                            |
| 2014 | 《空氣中的危險因子》   | 男主角 宋道維     | 張閔翔 | 高苑科大資傳系畢製                    |
| 2014 | 《曼陀羅》             | 友情客串          | 張再興 | 崑山科技大學 視訊傳播暨媒體藝術研究所 |
| 2015 | 《晚安晚安》           | 男主角 阿邦       | 張閔翔 | 崑山科技大學 視訊傳播暨媒體藝術研究所 |
| 2022 | 《後頸》               | 男配角 童軍團團長 | 陳盈慈 | 朝陽科技大學 傳播藝術系所             |

## 獎項紀錄
| 年份   | 頒獎典禮       | 獎項         | 影片             | 角色 | 結果 |
| ------ | -------------- | ------------ | ---------------- | ---- | ---- |
| 2024年 | 2024金片子大賽 | 最佳男演員獎 | 《鳳梨不必求偶》 |      | 提名 |

## 新聞資料
- 楊貴媚苦尋初戀情人心痛流淚 羅能華飾演哥哥陪伴  （页面存档备份，存于）
- 扮演杨贵媚少女角色 连俞涵复古浏海被赞  （页面存档备份，存于）
- 羅能華夢想與阿澤合作  （页面存档备份，存于）

## 外部連結
- 羅能華的Facebook專頁
- 羅能華LO的新浪微博